# Парламентские выборы в Трансиордании (1934)
Парламентские выборы в Трансиордании прошли 10 июня 1934 года и стали третьими выборами в истории страны.

## Избирательная система
Основной закон 1928 года предусматривал однопалатный Законодательный совет, избираемый на 3 года. 16 избранных членов парламента входили в Совет вместе с 6 членами кабинета министров, включая премьер-министра.

## Результаты
Были избраны 16 членов Законодательного совета:  
| - Маджид аль-Адван - Васеф аль-Бшарат - Меткал аль-Файез - Махмуд аль-Фниаш | - Натми Абд аль-Хади - Махмуд аль-Крешан - Рефефан аль-Маджали - Фавни аль-Мулки | - Алхадж Фавзи аль-Набелси - Салих аль-Оран - Алхадж Асад аль-Калил - Сулейман аль-Калил | - Абдулла аль-Кулайб - Фалах аль-Тахер - Метри аль-Зраикат - Хамад Бин Джази |

## Последствия
Ибрахим Хашим сформировал новое правительство Трансиордании, в которое вошли Оде аль-Ксус, Саид аль-Муфти, Шокри Шашаах, Хашим Хиар и Касим аль-Хендави. Это правительство стало первым, которое проработало полный срок избранного Законодательного совета.